# Никольское (Зеленодольский район)
Никольское — деревня в Зеленодольском районе Татарстана. Входит в состав Большеякинского сельского поселения.

## География
Находится в западной части Татарстана на расстоянии приблизительно 24 км по прямой на север-северо-восток по прямой от районного центра города Зеленодольск на границе с Республикой Марий Эл.

## История
Основана во второй трети XVIII века. Упоминалось также как Чигреева Пустошь, Кукмор. В 1878 году здесь была построена Никольская церковь.

## Население
Постоянных жителей было: в 1859 — 277, в 1897 — 482, в 1908 — 428, в 1920 — 559, в 1926 — 640, в 1938 — 468, в 1949 — 666, в 1958 — 113, в 1970 — 86, в 1979 — 64, в 1989 — 28, в 2002 — 24 (русские 50 %, татары 46 %), 25 — в 2010.